# Latoplatecarpus
Il latoplatecarpo (gen. Latoplatecarpus) è un rettile marino estinto,  appartenente ai mosasauri. Visse nel Cretaceo superiore (Campaniano, circa 75 milioni di anni fa). I suoi resti fossili sono stati ritrovati in Nordamerica.

## Descrizione
Questo animale era molto simile a Platecarpus, un altro genere di mosasauro più noto e diffuso. Anche le dimensioni erano simili, e la forma del cranio ricordava molto quella del suo parente più famoso. Alcune caratteristiche, però, distinguevano i due generi: ad esempio Latoplatecarpus possedeva un paio di processi ossei divergenti appena dietro le orbite. Come tutti i suoi stretti parenti, Latoplatecarpus possedeva un corpo allungato e una testa relativamente corta; le zampe erano trasformate in pinne, come in tutti i mosasauri.

## Classificazione
Latoplatecarpus è stato descritto per la prima volta nel 2011: la specie tipo, L. willistoni, è conosciuta per alcuni scheletri provenienti dalla formazione Pierre Shale in Manitoba (Canada) e Wyoming, così come dalla formazione Ozan in Texas. Un'altra specie, L. nichollsae, era stata precedentemente ascritta al genere Platecarpus ed è nota per resti ritrovati in Manitoba, Wyoming, Dakota del Sud e Alabama. Latoplatecarpus è considerato una forma avanzata di plioplatecarpini, una sottofamiglia di mosasauri dai crani corti e di dimensioni medie. In particolare, sembra che Latoplatecarpus fosse più derivato rispetto a Platecarpus, di età leggermente più antica.

## Significato del nome
Il nome Latoplatecarpus deriva dalla parola latina latus ("largo"), con riferimento all'ampio spazio tra i processi ossei sopra menzionati. L'epiteto specifico, willistoni, è in onore di Samuel Williston, un paleontologo americano i cui studi sui mosasauri oltre un secolo prima gettarono le basi per la classificazione di questi rettili. L'altra specie, L. nichollsae, è in onore di Betsy Nicholls, un'altra paleontologa che si occupò dei rettili marini.